# 신체적 친밀성

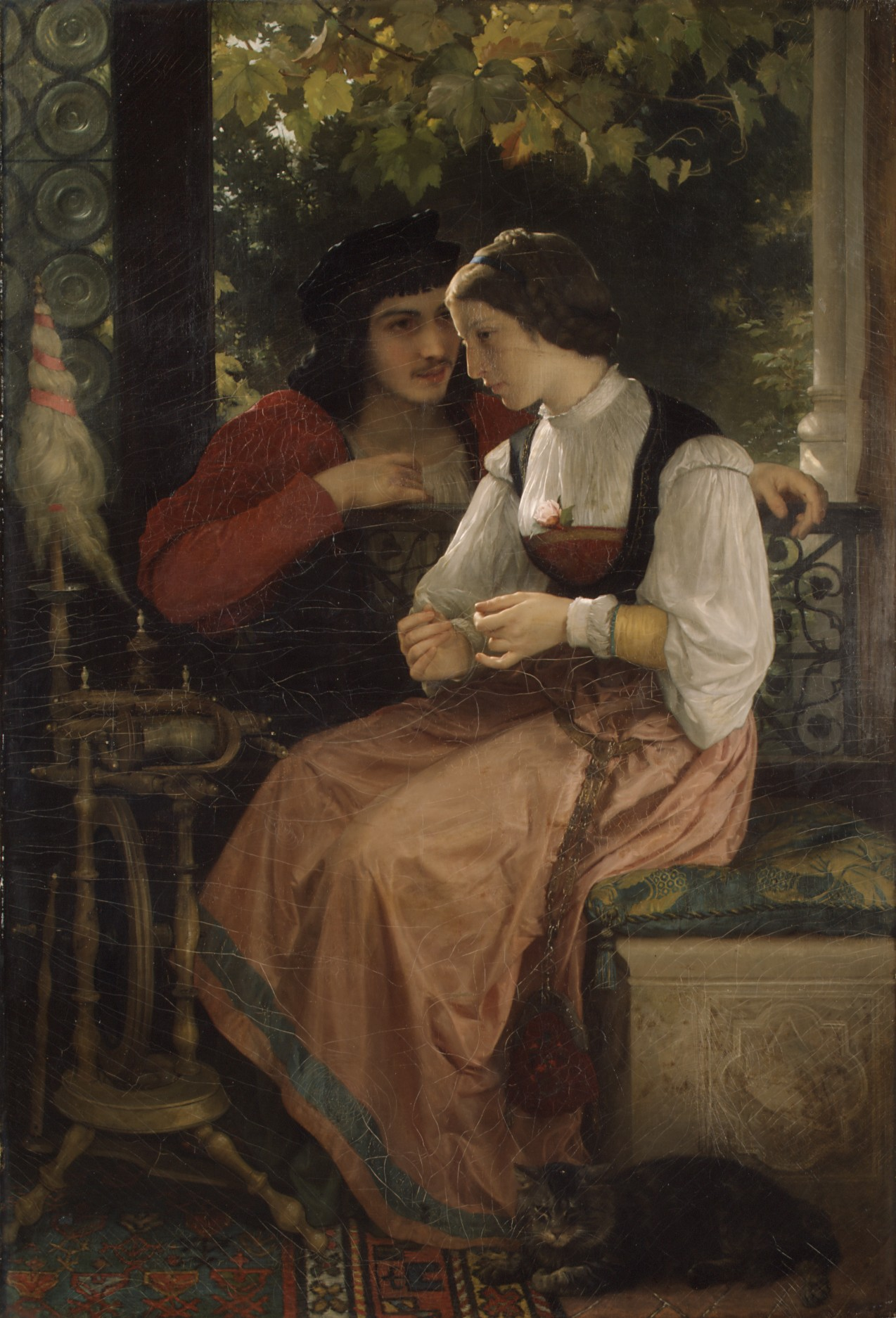
윌리암 아돌프 부그로(William-Adolphe Bouguereau)의 청혼(The Proposal)(1872)

신체적 친밀성(身體的 親密性, 영어: physical intimacy)은 감각상의 인접성(sensual proximity)이나 접촉(touching)을 의미한다. 가까운 우정(close friendship), 플라토닉 러브(platonic love), 로맨틱 러브(romantic love), 성적 매력(sexual attraction) 등의 감정표현과 같은 행동이나 반응이다. 일례로는 개인적 공간(personal space)에 들어가는 것, 손잡기, 포옹(hugging), 입맞춤(kissing), 쓰다듬기(caressing), 성행위(sexual activity) 등이 포함된다. 신체적 친밀성은 언어로만 할 수 없는 방식의 진실한 의미나 의도를 전달할 수 있다. 신체적 친밀성은 사람들 사이에 주고받을 수 있지만 긍정적이고 친밀한 감정을 소통하는데 사용되면서 기존의 대인관계를 가지고 있는 사람들에게서 발생하며, 친숙하거나 플라토닉하고나 로맨틱할 수 있고, 이미 신체적 친밀성을 높인 로맨틱한 관계에서도 발생할 수 있다. 로맨틱한 접촉은 손잡기, 포옹, 입맞춤, 끌어안기, 애무, 마사지 등이 주목되었다. 신체적 보살핌(physical affection)은 모든 관계와 파트너 만족(partner satisfaction)과 연관되어 있다.
실제로 신체접촉(touching) 없이도 누군가와 신체적으로 친밀함을 느낄 수 있다. 그러나 약간의 인접성이 있어야 한다. 예를 들어 눈맞춤(eye contact)을 오래 하는 것은 신체 접촉과 유사한 신체적 친밀성의 형태로 본다. 만약 누군가 친해지기 위하여 개인적 공간에 들어간다면 실제 신체 접촉 유무에 싱관없이 신체적 친밀성이라 할 수 있다.
대부분은 신체적 친밀성에 참여하며, 대인관계와 인간의 성(human sexuality)에 있어 본성이기도 하다. 연구는 신체적 친밀성이 건강에도 유익하다는 것을 제시하였다. 포옹이나 신체접촉은 옥시토신(oxytocin) 분비를 일으키고 스트레스 호르몬 감소를 가져다준다.
언어 기반 소통이 인간에게 작용하는 역할의 중요성으로 신체접촉의 역할은 상대적으로 저평가되지만, 일상 대인관계 속에서 신체접촉은 중요한 역할을 발휘한다는 증거는 충분히 있다. 사람은 흔히 언어로 소통하지만 또한 가까운 접촉에 참여하기도 한다. 신체접촉은 언어로 표현외는 것보다도 훨씬 무게감 있는 정서적 사회적 함의가 있다.
신체적 친밀성을 유도하는 것에는 다양한 자원을 활용할 수 있다. 추운 계절에는 사람과 동물 모두 체온 보호를 위하여 서로에게 신체적 친밀성을 요구한다. 원숭이나 유인원의 신체접촉은 청소, 이잡기, 감염 치료, 사회적 그루밍(social grooming) 등 여러 기능을 가지고 있다.
일부 신체적 친밀성은 부정적으로 받아들여지기도 한다. 이는 접촉공포증(haphephobia)을 가지고 있는 사람에게서 두드러진다. 한 연구에 따르면 부모, 형제 등 직계가족(immediate family)보다는 조부모, 사촌, 삼촌, 고모, 이모, 조카 등 2촌 이상 친척(second-degree relative)이나 직계가족 간의 신체적 친밀성 허용 정도가 일반적으로 더 높다고 한다. 친밀성 기준은 성감대(erogenous zone) 부근에서 더욱 부정적이다. 일부 국가 사법 체계에선 생식기, 둔부, 여성의 가슴 등으로 이러한 부분을 법제화하였다.

## 발달
신체적 보살핌과 신체적 친밀성은 영아기와 유년기에 상당히 중요한 역할을 발휘한다. 피부는 가장 예민한 조직이자 먼저 발달하는 곳이다. 인간은 태아 발달시기에 어머니의 복벽(腹壁)에 닿는 촉감으로부터 오는 감각정보를 수용하기 시작하면서부터 신체접촉을 경험한다. 영아기에 부모가 손으로 잡아주고 안아주고 모유를 수유하면서 아기는 수많은 접촉을 경험한다. 모유 수유와 같은 필수기능 외에도 신체접촉은 "캥거루 케어(kangaroo care)"라는 피부간 접촉으로 아기를 안정시키고 위안시키는데 사용된다. 시각과 청각은 영유아에게 제한적이고 아기는 우선 촉각을 통하여 세상과 접촉하며 온도와 질감 간의 구분을 할 수 있다.
아이가 보호시설에 있거나 엄마의 우울증 등으로 양육자로부터 다정한 신체접촉이 줄어들면 인지나 신경발달에 있어 지체를 보이게 된다. 이러한 지체는 수년 혹은 평생 지속될 수 있다. 여러 연구에서, 엄마가 우울한 경우 아이에게 마사지를 해주면, 아기와 엄마 모두에게 도움이 되며, 아기의 성장과 발달을 촉진하고 엄마의 예민성과 반응성도 증가된다고 한다. 영아 마사지의 효과는 생물학적으로도 유익하다고 증명되어, 조산 아기에게 있어 엄마가 잡아주면 코르티솔(cortisol) 수치가 낮아진다. 아기를 잡는 동안 엄마의 코르티솔도 줄어든다.

## 개인 공간

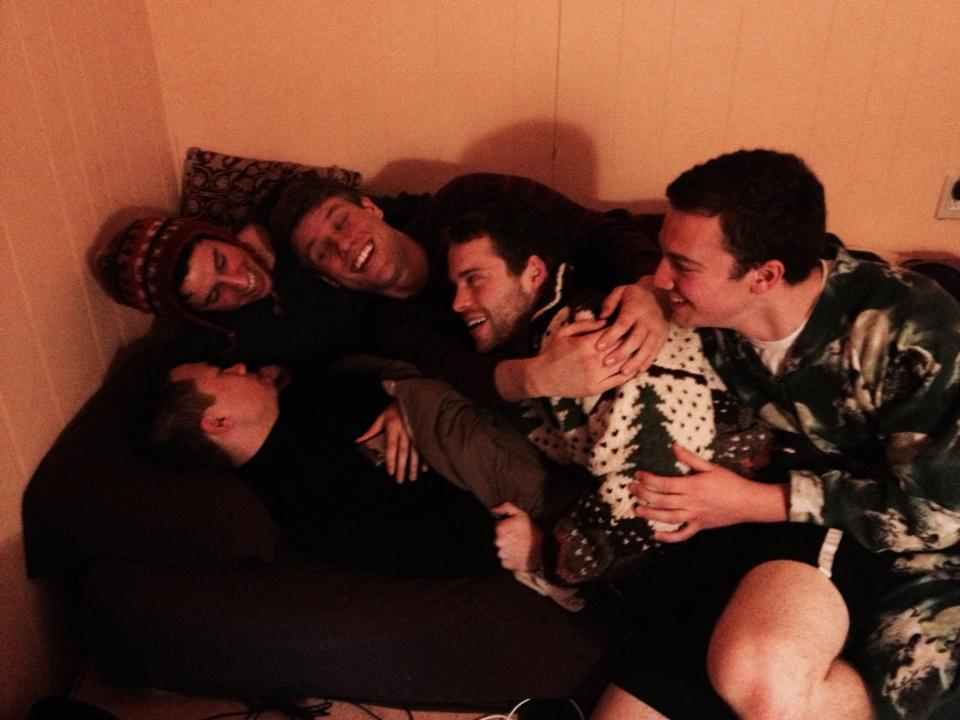
청년들이 서로 안아주는 것은 신체적 친밀성을 보여준다.

대부분의 사람들은 자신만의 개인 공간(personal space)을 중시하며, 타인이 동의없이 개인 공간을 침범하면 불쾌, 분노, 불안을 느낀다. 타인의 개인 공간에 들어가는 것은 친숙도(familiarity)와 친밀성을 나타내는 것이다. 그러나 현대 사회에서 특히 붐비는 도시 공간에서, 지하철이나 엘레베이터 번화가 등에서는 개인 공간을 유지하기 매우 힘들 때가 있다. 대부분의 사람들은 복잡한 공간 속에서 신체적 인접성에 대하여 심리적으로 혼란하고 불편하다고 생각한다. 공공의 사람이 많은 곳에서 눈맞춤은 기피되기도 한다. 그러나 사람들로 붐비는 장소에서조차 개인 공간을 유지하는 것은 중요하다. 마찰성욕도착증(frotteurism)이나 손으로 더듬는 행위(groping) 등 동의하지 않은 친밀한 성적 접촉은 사회적으로 수용될 수 없기 때문이다.
반대로 사람들은 대개 타인과의 신체적 인접성을 원하며 때론 친숙하고 신뢰할만한 사람을 자신의 개인 공간으로 들이기도 한다. 파트너나 친구가 적절하지 않을 때, 일부는 바, 나이트클럽, 락 콘서트, 거리축제 등 붐비는 장소에서 대인접촉(human contact) 욕구를 충족하기도 한다.

## 애정표시
친밀 관계(intimate relationship)에서는 신체접촉을 위하여 서로가 개인 공간에 들어간다. 이는 애정과 신뢰의 표시이다. 애정을 보이는 방식은 개인이 처한 공공 장소마다 다르다. 사적으로는 친밀 관계 사이나 서로 친한 사람들은 신체접촉과 애정 표시가 쉽다. 이는 다음과 같다.
- 포옹
- 쓰다듬기(머리, 손, 팔, 등, 허리 등)
- 간지럼(등, 허리)
- 마사지(목, 어깨, 등, 허벅지)
- 손잡기

플라토닉한 친구나 가족간의 친밀하고 비성적인 접촉(non-sexual contact)을 통한 유대는 손잡기, 포옹, 껴안기, 볼에 뽀뽀하기 등이 있다.
공적으로는 개인간의 관계 성격에 따라 달려 있다.
공공장소에서의 애정표현른 사회적 기준에 의하여 제한되며 인사를 위한 키스나 가볍게 허그하거나 꽉 끌어안거나 손을 잡는 것까지 범위가 다양하다. 눈맞춤을 유지하는 것은 사회적 심리적으로 신체접촉과 유사한 것으로 간주된다.

## 문화
발달과정에서 혹은 다른 문화에서, 대인관계에서의 신체접촉의 역할은 많이 연구되지 않았으나, 일부 관찰 데이터는 신체적 친밀성에 더 많이 접촉하는 사람이 청소년기 유아기 폭력 성향이 낮다는 사실을 보여준다. 지중해, 중남미, 이슬람 국가 등 적도 부근 사람들은 고접촉성 사회적 기준(high-contact social norms)을 갖지만, 북유럽. 북미, 동북아 등 적도로부터 먼 곳의 사람들은 접촉비율이 상대적으로 낮다. 또한 문화마다 공공에서의 대인접촉과 친밀성의 표현은 다르다.
스킨십(skinship, スキンシップ)은 일본식 영어에서 유래한 것으로, 아이와 엄마의 친밀성을 표현하려고 만든 용어이다. 현재는 손잡기, 허그, 부모가 아이를 목욕시키는 것 등 신체접촉을 통한 유대감을 의미하는데 사용된다. 1971년 일본국어대사전(日本国語大辞典)에 처음 수록되었다. 일존 온천 문화 관련 저자 스콧 클락(Scott Clark)에 의하면, "skin"과 "friendship"의 -ship의 합성어이다. The similarity with the English word 'kinship' suggests a further explanation. 영어권에서 스킨십이라는 단어 사용은 욕탕에서 벌거벗은 채로 함께 있다는 뜻의 일본어 "裸の付き合い(naked association)"를 의미한다. 영어로 역차용되면서 부모-아이 관계로 의미가 바뀐 이유에 대해서는 불명이다. 스킨십이라는 단어는 한국에서도 사용한다

## 영장류
일부 동물도 인간과 유사한 신체적 애정 행동을 보인다. 사회적 그루밍 혹은 알로그루밍(allo-grooming)이라는 이런 행동은 영장류 외에는 흔하지 않지만 다른 종류들은 이런 행동을 하며, 영장류는 다른 동물에 비해 많이 한다. 일부 동물들은 일상의 20%를 그루밍에 투여하여, 자기보단 다른 동료를 그루밍하는데 대부분의 시간을 보낸다. 사회적 동물들은 자기 그루밍 시간보다는 사회적 그루밍 시간이 더 길다. 이런 행동이 기생충 제거나 청소 등 위생을 위한 측면오 있디만, 유대 강화를 위한 사회적 기능을 수행하는 것으로 증명되었다. 진화론적 관점에서 알로그루밍에 들이는 시간이 그것이 적응하는 시간을 초과하며, 따라서 그루밍이 위생 보호를 넘는 목적이 있다는 것이 강조된다. 또한 매우 안정되어 자주 바뀌지 않으며 때로는 한 파트너가 수 년간 하는 핵심 그루밍 파트너십(core grooming partnership)도 있다.
일부는 그루밍이 같은 시간을 들이거나 상호교환될 것이라는 기대에서 서비스처럼 주고 받는 것이라고 주장한다. 영장류는 같은 시간을 들여서 그루밍을 하거나 위기 시에 그루밍 파트너가 자신을 지켜줄 것이라는 기대를 바라면서 하기도 한다.  그루밍에 많은 시간을 들이는 영장류가 공격받을 때에 서로 지켜주는 경향이 높다. 이러항 효과가 얼마나 될지 모르지만, 서로 아는 관계가 가져다주는 보호효과인 것은 분명하다. 지배적인 동물일수록 자신을 도와줄 그루밍 파트너를 가지고 있다고 알려진 개체를 공격하거나 괴롭힐 가능성이 적다. 그러나 한 암컷이 공격받고 있는 다른 암컷을 도와줄 가능성은 이들 둘이 서로 그루밍하는 시간과 상당히 관련되어 있다. 보다 정확하게는 그루밍이 이후의 지원을 제공할 의지에 있어서 심리적 기반을 제공한다는 것이 보다 적절한 설명이 될 수 있다. 이익을 직접 주고 받는 것이 아니라, 지지와 지원이 서로 교환되는 심리적 환경을 조성하는 것을 통해 그렇게 하는 것이다.

## 같이 보기
- 개인 바운더리
- 접촉공포증
- 정서적 친밀성
- 친밀 관계